# Bepotastina
A bepotastina, vendida sob a marca Bepreve, entre outras, é um medicamento usado como colírio para tratar a conjuntivite alérgica. Administrado por via oral, pode ser usado para rinite alérgica (febre do feno) e urticária.
Efeitos secundários comuns incluem irritação nos olhos, dor de cabeça e nariz entupido. Embora não haja evidências de danos na gravidez, o seu uso durante esta fase ainda não foi bem estudado. É um anti-histamínico e estabilizador de mastócitos.